# 伊藤元利
伊藤 元利（いとう もととし）は、安土桃山時代から江戸時代前期にかけての武将。石見吉見氏の家臣で、後に毛利氏家臣・長州藩士となる。知行は300石。父は伊藤頼時。名は「伊藤就忠」とも。

## 生涯

### 吉見氏家臣時代
天正5年（1577年）、吉見氏家臣の伊藤頼時の嫡男として生まれる。
天正10年（1582年）または天正12年（1584年）、父・頼時は遺恨から実父方の一族である須子某を討ち果たしたが、相討ちとなって頼時も死去した。これによって、元利が後を継ぐ。
天正20年（1592年）から始まる文禄の役では、弟の就安と共に吉見元頼に従って毛利元康の軍に属し朝鮮に渡海した。文禄2年（1593年）2月12日の幸州山城の戦いで武功を立て、翌2月13日に元頼から感状を与えられた。この感状において元頼は、自らが吉見氏の所領を引き継いだ時には元利に所領を与えることを約束したが、元頼は文禄の役から帰還した後の文禄3年（1594年）6月4日に死去した。しかし、慶長3年（1598年）に吉見氏の家督を相続した元頼の弟・吉見広行（広長）は、元頼の約束を守ってか、同年3月12日に120石の所領を元利に与えている。
慶長5年（1600年）の関ヶ原の戦いの後に毛利氏は防長2ヶ国に減封された。これに伴って吉見氏も石見国津和野を離れることとなり、元利も従った。慶長9年（1604年）には吉見広行が毛利氏を出奔したため、隠居していた広行の父・吉見広頼が吉見氏当主を代行することとなる。

### 長州藩士時代
慶長14年（1609年）12月、元利は毛利輝元によって毛利氏に召し出されて御使番役を任され、知行300石と「彦右衛門尉」の官途名を与えられた。また、慶長17年（1612年）には弟の就安も召し出されて知行を与えられ、別家を興した。
慶長19年（1614年）の大坂冬の陣では毛利秀就に従って12月に上洛し、慶長20年（1615年）2月に秀就と共に帰国したが、同年5月には大坂夏の陣のために再度上洛した。
寛永6年（1629年）1月1日、毛利秀就から「但馬守」の受領名を与えられた。
慶安3年（1650年）9月6日、長門国大津郡滝坂において死去。享年74。子の就之が後を継いだ。